# Дерево спагеті

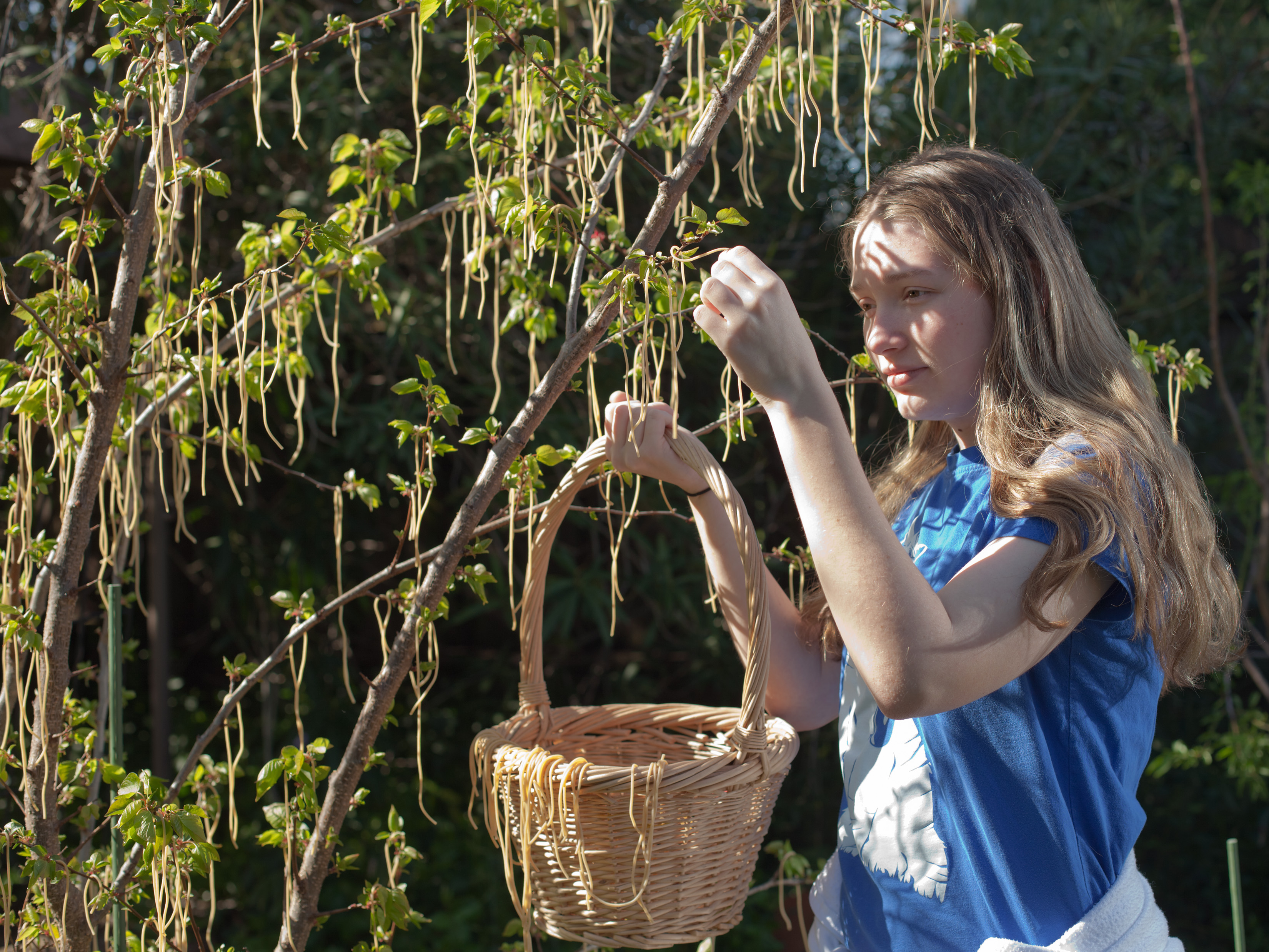
Відтворення сцени з репортажу, де дівчинка збирає спагеті з гілок дерева

Дерево спагеті — жартівливий репортаж, який транслювався в День сміху 1 квітня 1957 року британською програмою BBC "Panorama", в якому сім’я у південній Швейцарії збирає спагеті з родинного «спагеті-дерева».
У той час спагеті були відносно невідомі у Великобританії, тому багато британців не знали, що вони виготовляються з пшеничного борошна та води. Кілька глядачів згодом зв’язалися з BBC, щоб отримати пораду щодо вирощування власних спагеті-дерев. Десятиліттями пізніше CNN назвав цю трансляцію «найбільшою містифікацією, яку будь яка інформаційна компанія коли-небудь робила».

## Трансляція
Репортаж був створений як першоквітневий жарт 1957 року, в ньому розповідалося про сім’ю у Тічино на півдні Швейцарії, яка збирала великий врожай спагеті після м’якої зими та «фактичного зникнення спагеті-довгоносика». Кадри традиційного Свята врожаю були показані разом з обговоренням селекції рослин, необхідної для виведення штаму для отримання ідеальної довжини спагеті. Деякі сцени були зняті на (зараз закритій) фабриці Pasta Foods на Лондон-роуд, Сент-Олбанс, у Хартфордширі, і в готелі в Кастаньолі, Швейцарія.
Оператор «BBC Panorama» Чарльз де Єгер придумав цю історію, згадавши, як вчителі в його школі в Австрії дражнили учнів за те, що вони настількі дурні, що якби їм сказали, що спагеті ростуть на деревах, вони б у це повірили. Голос за кадром зробив репортаж більш правдоподібним завдяки відомому телеведучому Річарду Дімблбі. Пікок (едітор Panorama) сказав, що Дімблбі знав, що вони використовували його авторитет для цього жарту, і що Дімблбі сподобалася ідея, тому він охоче взявся за неї.
У той час 7 мільйонів з 15,8 мільйонів будинків (близько 44%) у Британії мали телевізійні приймачі. Паста не була повсякденною їжею у Британії 1950-х років, і ці макарони були відомі в основному з консервованих спагеті в томатному соусі, тому багато хто їх вважав екзотичним делікатесом. Приблизно вісім мільйонів людей дивилися програму 1 квітня 1957 року, а сотні зателефонували наступного дня, тому що сумнівалися в достовірності історії або хотіли дізнатися більше інформації про вирощування спагеті та про те, як вони можуть виростити власні спагеті-дерева. У відповідь їм казали "покласти спагетину в банку з томатним соусом і сподіватися на краще".

## Зовнішні посилання
- The Spaghetti "Harvest" – San Giorgio Spaghetti ad (1978) на YouTube
- BBC: Spaghetti-Harvest in Ticino на YouTube
- 1957: BBC fools the nation. BBC News, On This Day: 1 April 1957. April 1957. Процитовано 1 квітня 2017. Video link on that page is dead.
- The Swiss Spaghetti Harvest. hoaxes.org. Процитовано 29 грудня 2014. With transcript and background.
- Is this the best April Fool's ever?. BBC News. 1 квітня 2014. Процитовано 29 грудня 2014.
- Still a good joke – 47 years on. BBC News. 1 квітня 2004. Процитовано 29 грудня 2014.
- Elen, Richard G. (1 квітня 2007). Spaghetti Fool | Aspidistra. Transdiffusion.org. Архів оригіналу за 13 червня 2012. Процитовано 29 грудня 2014.